# شاندور پوشتا
شاندور پوشتا (مجاری: Sándor Pósta؛ ۲۵ سپتامبر ۱۸۸۸ – ۴ نوامبر ۱۹۵۲) شمشیرباز اهل مجارستان بود.
از افتخارات وی میتوان به کسب مدال طلا، نقره و برنز در بازی‌های المپیک تابستانی ۱۹۲۴ اشاره کرد.